# Nína Dögg Filippusdóttir
Nína Dögg Filippusdóttir, née le 25 février 1974 à Reykjavik, est une actrice islandaise.

## Biographie
Elle vit avec l'acteur Gísli Örn Garðarsson, ils ont deux enfants.

## Filmographie

### Cinéma
- 2001 : Dramarama : Auður
- 2002 : Hafið : María
- 2006 : Börn : Karítas
- 2007 : Astrópía (voix)
- 2008 : Mariage à l'islandaise : Lára
- 2010 : Brim : Drífa
- 2016 : Heartstone : Hulda
- 2020 : Eurovision

### Télévision
- 2005 : Rencontre au sommet : réceptionniste
- 2015 : Réttur : Soffía
- 2015-2016 : Trapped : Agnes
- 2020 :  Les Meurtres de Valhalla : Kata
- 2021-2022 :  Blackport : Harpa

## Récompenses
- Shooting Stars de la Berlinale 2003
- Edda Award 2011 de la meilleure actrice pour son rôle dans Brim